# 조선로동당 제8차 대회
조선로동당 제8차 대회(朝鮮勞動黨 第8次大會)는 2021년 1월 5일부터 1월 12일까지 개최된 조선로동당의 당대회이다.

## 예고
2020년 8월 19일 조선로동당 중앙위원회 제7기 제6차 전원회의 결정서에 따르면, 조선로동당 제8차 대회는 2021년 1월에 소집될 것으로 예고되었다.  김정은 위원장은 조선로동당 제8차 대회에서 새로운 국가경제 발전 5개년 계획을 제시할 것이라고 밝혔다.

## 안건
- 당 중앙위원회 사업총화
- 당 중앙검사위원회 사업총화
- 당규약 개정[2]
- 당 중앙지도기관 선거